# 엘리엇 아이스너
엘리엇 아이즈너(Elliot W. Eisner, 1933년 3월 10일 ~ 2014년 1월 10일)는 스탠포드 대학 명예 교수이다. 그는 교양 교육, 교육과정 개혁, 질적 연구 등 몇몇 분야에서 활동했다.
본 전공은 시각 예술 전공이었고, 1960년대에 시카고 대학에서 조세프 쉬왑 , 브루노 베텔하임, 필립 잭슨 등과 함께 공부했고 교육 분야 박사학위를 받았다. 아이즈너의 업적은 훈련 중심 교양 교육(Discipline-Based Art Education)을 지원하는 것으로, 교육에서 발표 형태들의 중요성을 발견했다. 2014년 파킨슨 병으로 사망했다.